# مالی ویزد
مالی ویزد (به چکی: Malý Újezd) یک منطقهٔ مسکونی در جمهوری چک است که در ناحیه میلنیک واقع شده‌است.